# 向山志穂
向山 志穂（むこうやま しほ、1985年9月6日 - ）は、日本のファッションモデル。千葉県出身。夫は俳優の市原隼人。

## 略歴
2010年6月創刊のファッション雑誌『EDGE STYLE』において、創刊号から専属モデルとして活動。
2014年9月21日に俳優の市原隼人と結婚。同年11月に第1子女児を出産した。

## 出演

### イメージモデル
- カラダファクトリー「天使の美活セット」

### 雑誌
- Fine 元専属モデル
- EDGE STYLE 元専属モデル

### テレビ番組
- CX「70人の芸能人がひくほど本気になっちゃう春のガチ運動会」
- TBS「WADAIの王国」
- YTV「解決！ナイナイアンサー」